# 얀 마사리크

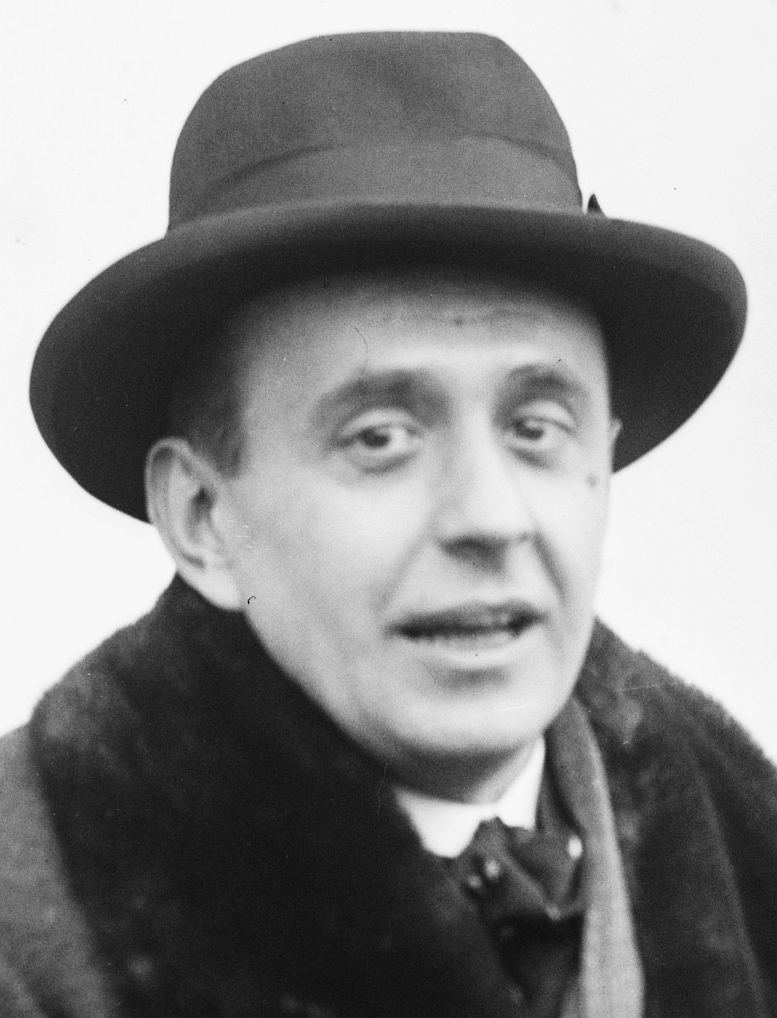

얀 마사리크(Jan Masaryk, 본명: Jan Garrigue Masaryk, 1886년 9월 14일 ~ 1948년 3월 10일)는 체코인 외교관이자 정치인이다. 1940년부터 1948년까지 체코슬로바키아 외무장관을 역임했다. 미국인 기자 존 건터는 마사리크를 가리켜 "용감하고 정직하며 격동적이고 충동적인 사람"으로 묘사했다.
1918년 체코슬로바키아의 제1대 대통령이 된 교수이자 정치인 토마시 가리크 마사리크의 아들이다. 프라하에서 태어났다. 프라하와 미국에서 교육을 받았다.